# Вала (индуизм)
Вала (IAST: vala, «охватывающий, скрывающий»), позднее Бала — в древнеиндийской мифологии имя демона.
Своё начало этот персонаж берёт в Ведах, где он — это демон, скрывающий в пещере коров, похищенных Пани, или название самой пещеры. После отказа Пани вернуть их, Индра и Брихаспати вместе с Ангирасами разрушают пещеру и освобождают коров. Вала сопротивляется, и Индра (или Ангирасы) его уничтожает. В этом плане Вала сходен с Вритрой, демоном, которого также уничтожает Индра, чтобы освободить воды. Кроме того, исследователи считают, что имена Вритры и Валы произошли от одного корня IAST: val. В одном варианте (РВ II, 24, 3) Валу уничтожает Брахманаспати одной силой молитвы.
У этого мифа несколько интерпретаций: образ жертвенных возлияний (коровы с молоком) или космогонический символ утренней зари, света, разгоняющего ночной мрак (коровы как лучи).
Всего Вала упоминается в «Ригведе» 24 раза.
Позднее Вала становится уже асурой Балой, братом Вритры. Так, в «Махабхарате» он назван сыном Анаюс, дочери Дакши, и братом асуров Вритры, Викшары, Виры. Мотив противоборства Балы и Индры и победы последнего сохраняется в эпосе.